# Sztojánov István
Sztojánov István (Nagyvárad, 1943. december 13.) romániai  magyar villamosmérnök, műszaki szakíró, egyetemi tanár. Az elektronikai tudományok doktora (1978).

## Életútja, munkássága
Középiskoláit a nagyváradi Ady Endre Líceumban végezte (1961), majd a Bukaresti Műszaki Egyetemen szerzett villamosmérnöki oklevelet (1966). Ugyanitt 1966-tól tanársegéd, 1976-tól adjunktus, 1990-től egyetemi előadótanár, 1997-től professzor.
Első (társszerzővel írt) szaktanulmánya 1972-ben a Poştă şi Telecomunicaţii c. folyóiratban jelent meg, a továbbiakat (többnyire szintén társszerzőkkel), az Electrotehnică-Electronică-Automatică, Poştă şi Telecomunicaţii, Probleme de Automatizare, Revista Metatronică, Revista Română de Mecanică Fină şi Optică, Revue Roumaine des Sciences Techniques, Telecomunicaţii, valamint számos bel- és külföldi szakmai konferencia (Bukarest, Craiova, Kolozsvár; Gyula–Nagyvárad, Bécs, a bulgáriai Albena és  Sozopol) kiadványa közölte. Két találmánya került szabadalmazásra: egy mérőkészülék kisfogyasztások mérésére és egy berendezés komparatív órák ellenőrzésére, mindkettő társszerzőkkel. Bukaresti, kolozsvári és temesvári társszerzőkkel számtalan laborgyakorlatot tervezett és kivitelezett, ezekből 1970–2008 között 18 laborfüzetet állított össze.

## Kötetei (társszerzőkkel)
- Teoria transmisiunii informaţiei – probleme (Bukarest, 1983);
- De la poarte TTL la microprocesor (Bukarest, 1987);
- Analiza asistată de calculator a circuitelor electronice (Bukarest, 1997);
- Tehnici de comunicare umană (Bukarest, 1998);
- Microcontrolere din familia INTEL (Bukarest, 2000);
- Dispozitive şi circuite electronice fundamentale (Bukarest, 2004);
- Electronica analogică (Bukarest, 2004);
- Electronica digitală (Bukarest, 2004);
- Programarea microcontrolerelor din familia INTEL (Bukarest, 2004);
- Proiectarea rapidă a prototipurilor cu microcontrolere din familia INTEL (Bukarest, 2006);
- Microcalculatoare (Bukarest, 2007);
- Aplicaţii hardware şi software cu microcontrolerul PIC 12F675 (Bukarest, 2008).